# Енергоміст до Криму

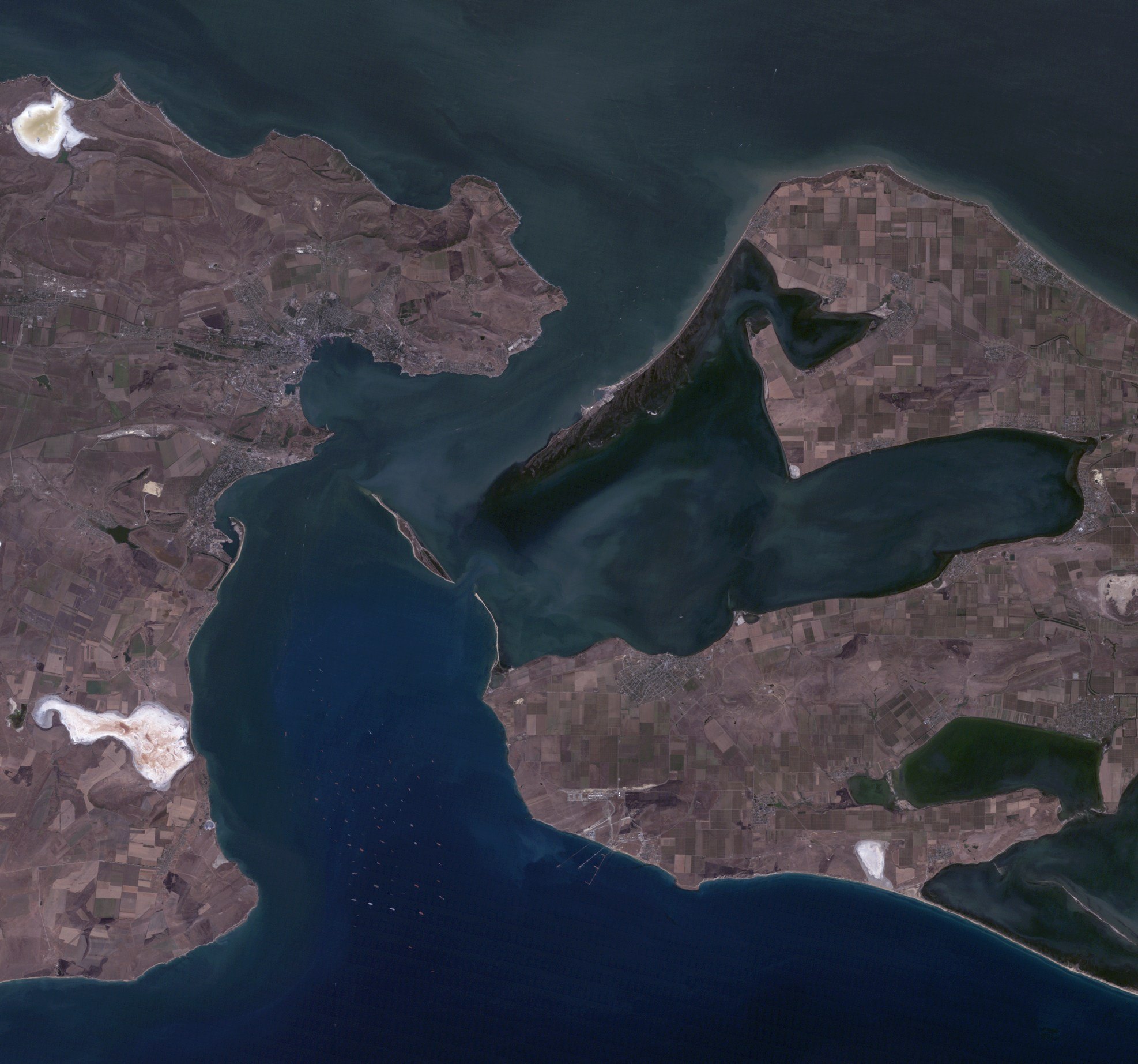
Керченська протока. Знімок зі супутника.

Енергоміст до Криму (рос. Энергомост в Крым) — неофіційна назва групи енергетичних об'єктів з енергопостачання окупованої АР Крим із Росією.
Проєкт включає ЛЕП Ростовська АЕС — Сімферополь. Одна з ділянок буде прокладена по дну Керченської протоки. У 2017 році номінальну потужність планується збільшити до 850 МВт.  До 2018 року планувалося завершити останню чергу будівництва: ЛЕП «Ростовська — Андріївська — Вишестеблієвська (Тамань)». До підстанції «Тамань» робоча напруга мала складати 500 кВ, далі — повітряні та кабельні лінії 220 кВ.
На першому етапі планували побудовати розподільну підстанцію «Тамань» з відведенням від лінії 220 кВ Вишестеблієвська — Слов'янська.
Через енергетичну блокаду Криму з 22 листопада і, як результат, введення окупаційною владою надзвичайного стану в Криму, будівництво прискорили. 2 грудня Путін увімкнув першу лінію на 200 Мегават. Попри заяви, спочатку цей потік не вплинув на стан у Криму. До 15 грудня електроенергії з Росії вистачало максимум на Керч та Феодосію. І то з перебоями.
8 грудня, після запуску відремонтованої ЛЕП Каховка-Титан, 120 МВт електрики з України було подано заводу Фірташа «Кримський Титан», Армянську і частині Євпаторії, однак з 30 грудня 2015 року Україна повністю припинила поставку електроенергії до окупованого на той час РФ Криму.
Після запуску другої нитки енергомоста 15 грудня, ліміти на подачу електроенергії збільшилися. Були переглянуті графіки відключень світла в будинках, відтак відключення проводилися лише на годину під час ранкових і вечірніх пікових навантажень. У багатьох будинках світло перестали відключати зовсім, на вулицях увімкнули освітлення. Були знову запущені тролейбуси в Севастополі, Сімферополі, Алушті, однак лише на міських маршрутах і на маршруті Сімферополь-Перевальне.
Попри запуск другої лінії енергомоста та загального поліпшення ситуації з подачею електроенергії, ситуація в Криму залишалася важкою. 30 грудня 2015 року Україна повністю припинила постачання електроенергії до Криму через останню справну (відремонтовану) ЛЕП Каховка-Титан. Оскільки розподільні мережі були розраховані на постачання електроенергії з боку Джанкоя, а не з Керчі, відбувались часті аварії на Кримських ЛЕП. Керівництво Крименерго екстрено організувало створення оперативних ремонтних бригад для швидкого реагування на ці аварії.
Найбільші проблеми з електропостачанням відчували Ялта і Джанкой, які навіть після запуску енергомоста (особливо після повного припинення подачі електроенергії по ЛЕП Каховка-Титан) відчували сильний дефіцит подачі електроенергії, в результаті якого не вдалося запустити тролейбус і довелося знову відключити від електроенергії канатну дорогу Місхор-Ай Петрі, з метою перенаправлення електроенергії, призначеної їй, в міські ліфти.
Практично всі міста Криму (окрім Феодосії та Керчі) також відчували дефіцит подачі електроенергії, однак у набагато менших обсягах.
За повідомленнями Reuters після 11 травня 2016 року, коли була запущена четверта лінія енергомоста, потужностей стало вистачати на потреби Криму. Із врахуванням власної генерації електроенергії 11 травня потужність енергосистеми Криму зросла до 1270 МВт, при тому, що влітку очікується пік споживання 1100—1150 МВт. Із врахуванням резервних потужностей, котрі є на півострові, потужність складає 1800 МВт. 18 травня самопроголошений Голова Республіки Крим Сергій Аксьонов підписав наказ про відміну надзвичайного стану на півострові.

## Правова основа
Відповідно до статті 1 ратифікованого договору між Україною та РФ про співробітництво у використанні Азовського моря і Керченської протоки, врегулювання питань, що відносяться до акваторії Керченської протоки, здійснюється за угодою між сторонами. А відповідно відсутність угоди є порушенням договору.

## Будівництво
Восени 2014 був оголошений конкурс на будівництво енергомоста через Керченську протоку. У параметрах конкурсу вказувалося, що він повинен бути розрахований на робочу напругу 220 кВ, бути побудований до жовтня 2016 року, а його вартість не повинна перевищувати 13,8 млрд рублів.
Було подано 6 заявок від чотирьох компаній. Заявки двох компаній були визнані не відповідними конкурсній документації, в результаті до торгів були допущені: АТ «ВО „Технопромекспорт“» і ВАТ «Стройтрансгаз».
Для видачі потужності в енергосистему Криму планується будівництво магістральної ЛЕП Керч — Сімферополь протяжністю 240 км. У вересні 2014 року були розпочаті підготовчі роботи для її будівництва.
До грудня 2014 року на території Криму була обрана траса і оформлені земельні ділянки.
У першому кварталі 2015 планувалося завершити Головдержекспертизу.
У 2015 році в Криму планується побудувати 250 км ЛЕП від Керчі до Феодосії.

У Краснодарському краї під час археологічних розкопок, що випереджають будівництво енергомоста в Крим була виявлена амфора V століття до н. е. наповнена нафтою. При цьому всі попередні знахідки амфор з нафтою в цьому регіоні відносилися до більш пізнього часу.
У Криму на ділянці від Керчі до Феодосії було знайдено 35 об'єктів архітектурної спадщини.
11 жовтня 2015 судно-кабелеукладач JIAN JI 3001 прибуло в Керч. Після укладання кабелю в барабан 17 жовтня судно вирушило до місця робіт.  [Архівовано 22 листопада 2015 у Wayback Machine.]  [Архівовано 15 листопада 2015 у Wayback Machine.]  [Архівовано 8 грудня 2015 у Wayback Machine.]
Закінчення будівництва першої черги потужністю 350 МВт спочатку планувалася до кінця 2016 року, але згодом було оголошено, що будівництво першої черги потужністю до 300 МВт планується завершити до кінця 2015 року. Повністю завершити будівництво енергомоста в Крим планувалось на початку 2018.

## Опис
Основною метою будівництва є забезпечення зв'язку енергосистеми Криму з Єдиною енергосистемою Росії.
Обрана конфігурація також вирішує питання видачі додаткової потужності Ростовської АЕС та дозволяє підвищити надійність постачання споживачів в Криму і на Кубані. Загальна вартість будівництва складе 47 млрд рублів.
Лінія електропередач буде складатися з наступних основних елементів :
- ЛЕП 500 кВ від Ростовської АЕС «Ростовська — Андріївська — Вишестеблієвська» протяжністю 500 км, вартість — 21, 9 млрд рублів[18],
- ЛЕП 500 кВ «Кубанська — Вишестеблієвська» потужністю +1665 МВА протяжністю 125,7 км[18],
- Двох двоколових кабельно-повітряних ліній 220 кВ «Тамань — Кафа» і «Тамань — Камиш-Бурунська», вартість — 18, 1 млрд рублів[18]:

- ЛЕП 220 кВ «Кафа — Сімферопольська»[18]:
  - Планується будівництво нової ЛЕП протяжністю 116,2 км[18], робоча напруга — 220 кВ, будівництво вестиметься в габаритах 330 кВ[18], план — 2017 рік, вартість — 1, 8 млрд рублів[18],
  - На існуючій ЛЕП від Феодосії до Сімферополя планується реконструкція 7 км в габаритах 330 кВ.

На першому етапі точкою підключення до ОЕС Півдня стане розподільна підстанція РП 220 кВ «Тамань» з заходами від ПЛ 220 кВ «Вишестеблієвська — Слов'янська». У 2016 році будуть побудовані підстанції:
- ПС «Тамань» (3хАТ 500/220 кВ по 501 МВА)[16],
- ПС Кубанська.

У Криму точками підключення стануть підстанції:
- ПС «Камиш-Бурун» біля Керчі,
- ПС «Кафа» 220 кВ потужністю 250 МВА біля Феодосії, надалі передбачено розширення до 330 кВ[18],
- ПС «Феодосійська» 220 кВ,
- ПС «Сімферопольська» 330 кВ,
- Сімферопольська ТЕЦ.

## ЛЕП Ростовська— Андріївська— Вишестеблієвська
Офіційне найменування: «ВЛ 500 кВ Ростовська — Андріївська — Вишестеблієвська (Тамань) з розширенням ПС Ростовська і будівництвом ПС 500 кВ Андріївська із заходами ПЛ 500 кВ Тихорецьк — Кримська на II і ПЛ 220 кВ Вітамінкомбінат-Брюховецька і Вітамінкомбінат-Слов'янськ».
Будівництво ЛЕП 500 кВ: «Ростовська — Андріївська» і «Ростовська АЕС — Ростовська» було заплановано ще до початку робіт з енергомосту, з метою забезпечення транзиту потужності через ПС 500 кВ Ростовська в енергосистему Краснодарського краю.
Перша ділянка Ростовська — Вишестеблієвська є найбільш протяжною і дорогою. Так, згідно тендеру, який оголосив ЦІУС ЄЕС в листопаді 2015 року, тільки на підготовку проектної документації закладено 583 млн рублів. Разботка проекту вестиметься аж до кінця 2016 року. Таким чином, на будівництво даної ділянки з моменту затвердження проекту виділяється більше 1 року.

## ЛЕП Кубанська— Тамань
У 2015 році почалося будівництво ЛЕП 500 кВ «Кубанська — Тамань». Вона стане першою з двох ліній 500 кВ, що живитимуть ПС «Тамань». Завершити будівництво планується в 2016 році одночасно із завершенням будівництва 3-ї і 4-ї кабельно-повітряної ліній. Що дозволить збільшити передану потужність в Крим до 850 МВт.
У роботах з будівництва ЛЕП та ПС 500 кВ «Тамань» брали участь студентські будівельні загони Московського енергетичного інституту.

## Підстанція Тамань
Відправною точкою для кабельно-повітряної лінії в Крим стане розподільна підстанція РП 220 кВ «Тамань», розташована на схід підстанції ПС 220 кВ «Вишестеблієвська», побудованої в 2008—2010 роках.
Підстанція «Вишестеблієвська» має робочу напругу 220/110/10 кВ, її потужність становить 250 МВА. Одночасно з підстанцією було завершено будівництво ЛЕП 220 кВ «Слов'янська — Вишестеблієвська» протяжністю 110 км.
Другою живильної лінією стала ЛЕП 220 кВ «Кримська — Вишестеблієвська». Пізніше ЛЕП «Кримська — Вишестеблієвська» була розрізана і побудоване заходження на 220 кВ «Бужора» (Анапа).
Будівництво об'єктів велося в рамках підготовки до олімпіади в Сочі.
ПС 220/110 кВ «Вишестеблієвська» була побудована в 1,5 км на північний захід ПС 110 кВ «Вишестеблієвська».
В грудні 2015 року розподільна підстанція РП 220 кВ «Тамань» повинна стати точкою підключення ізольованою територіальної енергосистеми Криму до ЄЕС Росії (ОЕС Півдня).
У рамках будівництва енергомоста в Крим планується будівництво нової підстанції ПС «Тамань» на напругу 500/220 кВ та будівництво двох ЛЕП 500 кВ від ПС «Р-500» («Ростовська») і ПС «Кубанська».
Будівництво ОРУ 500 кВ на ПС 220 кВ Тамань з установкою на ньому першого автотрансформатора 500/220 кВ 3 x 167 МВА і ШР 500 кВ (3 x 60 Мвар) планується завершити в березні 2016 року.
До червня 2016 року планують завершити будівництво ВЛ 500 кВ Кубанська — Тамань з установкою на ПС 500 кВ Тамань другого автотрансформатора. Встановлення третього автотрансформатора і ШР 500 кВ (3 x 60 Мвар) планується в грудні 2017 року, одночасно із завершенням ВЛ 500 кВ Ростовська — Тамань.

## Кабельно-повітряні лінії
Для з'єднання енергосистеми Криму та ОЕС Півдня буде побудовано чотири кабельно-повітряні (КВЛ) лінії 220 кВ. Три лінії «Тамань — Кафа» і одна лінія «Тамань — Камиш-Бурунська»..
Точкою підключення до ОЕС Півдня стане РП «Тамань», в Криму точками підключення стануть: нова підстанція ПС Кафа і розширена ПС Камиш-Бурунська.
Основні елементи кабельно-повітряних ліній:
- Дві дволанцюгові ЛЕП до створу Керченської протоки — 50 км,
- Пункт перетоку ПП-1 Кубань,
- Чотири кабельні лінії (A, B, C, D) по чотири кабелі в кожній: три робочі (A, B, C) і один резервний (P). Загальна протяжність — 14,5 км:
  - Підземні кабелі перетином 1 200 мм²
  - Термінал
  - Морські кабелі перетином 1000 мм² — 13,5 км[25]
  - Термінал
  - Підземні кабелі перетином 1 200 мм²
- Пункт перетоку ПП-2 Крим,
- Повітряні лінії на Керченському півострові:
  - Дволанцюгова ЛЕП від Керченської протоки до підстанції «Кафа» (ланцюги № 1 та № 2) — 120 км,
  - ЛЕП від Керченської протоки до підстанції «Кафа» № 3 — 120 км,
  - ЛЕП до підстанції Камиш-Бурунської ТЕЦ — 15 км,

### Кабельний перехід через Керченську протоку
Підводний кабельний перехід через Керченську протоку буде включати в себе чотири лінії. Для кожної лінії буде прокладено чотири кабелі: три робочі по одному на кожну з фаз і один резервний. Прокладка і заглиблення буде здійснюватися за допомогою баржі-кабелеукладача, буксованого кабелезаглублювача пристроєм гідророзмиву «Плуг», човна-коректувальника і катера-штовхача. Перехід будується в північній частині Керченської протоки.
Прокладка кабелю під водою на основній ділянці буде здійснюватись в окремих траншеях із заглибленням до 2,5 м і відстанню між кабелями 10 м. На підході до берега кабелі будуть укладатися в загальній траншеї.
Загальна довжина кабельного переходу складе 13480 м. Всього на морській ділянці буде укладено 220800 м кабелю, на сухопутному — 16480 м. Перетин морського кабелю — 1000 мм², кабелю на сухопутній ділянці — 1200 мм ².
Використання кабелю на сухопутних ділянках обумовлено великим перепадом висот. Через можливі зсувні процеси його прокладка здійснювалася за допомогою горизонтального направленого буріння.
Кабельні лінії стануть частиною проектованих двоколових кабельно-повітряних ліній (КПЛ) 220 кВ Тамань — Кафа і КПЛ 220 кВ Тамань — Камиш-Бурун. Планується, що одна гілка ЛЕП піде з боку Приозерного, друга від Юркіно у напрямку до Феодосії, третя пройде через Щолкіно.

## Реакція України
Прокуратура АР Крим, що тимчасово функціонує в м. Одеса, наприкінці листопада 2015 року відкрила кримінальне провадження щодо китайської компанії, яка прокладає підводний кабель з території РФ на територію окупованого півострова. Провадження відкрито за частиною 2 статті 332-1 Кримінального кодексу (Порушення порядку в'їзду на тимчасово окуповану територію) за фактом незаконного, на порушення санкцій, заходу в Камиш-Бурунський порт кабелеукладача JIAN JI +3001 під прапором Китаю (компанія-судновласник і оператор — Shanghai Foundation Engineering Group Co, Ltd).